# 妻夫木聰
妻夫木聰（日语：／ Tsumabuki Satoshi，1980年12月13日—），日本男演員，出生於福岡縣。妻子是美日混血演員舞子。

## 經歷
1997年，妻夫木聰參加Horipro、Amuse、日本放送聯合主辦的第一回「超BIG AUDITION」，由300萬人中脫穎而出獲得最高獎，成為Horipro事務所旗下藝人。 
2001年首度主演電影《五個撲水的少年》，出色的表演廣受好評，獲得高人氣。2003年主演《Jose与虎鱼们》自然細膩的演技得到高評價，獲得電影旬報等多個影帝獎項。2010年主演《惡人》囊括日本電影金像獎、日本藍絲帶電影獎等多個影帝獎項。

## 人物
- 喜歡的音樂家：團團轉樂團，RADWIMPS，Mr.Children。[4]最崇拜的明星梁朝伟

妻夫木聰曾经说过 他的偶像是梁朝伟夢想有一天可以一起演戲
- 作為演員的目標：主演大河劇。
- 他人評價：導演松岡錠司評價，「妻夫木聰拍戲時的一舉一動都充滿著感情，我想當初直覺要選他當男主角是沒錯。」犬童一心導演評價，妻夫木聰的魅力在于真實自然不做作，對于任何事總以最直接的情緒回應。他的這項特點也完全發揮在戲劇表演上」。合作三次的導演行定勳在訪問中表示「妻夫木聰會和他所在的那個場景，風、空氣，找到和自然萬物相結合的感覺，然后表現出來。是能夠飾演各種各樣角色的演員」。降旗康男導演在采訪中提及「在看過妻夫木聰《五個撲水的少年》和《莎喲娜拉！小黑》后就一直想和他合作。妻夫木不僅演得好，更注重和其他人的合作，是非常難得的好演員」。
- 妻夫木聰於2004年和柴咲幸合作《Orange Days》時交往，其後分手。
- 2012年，妻夫木聰因演出電視劇東野圭吾推理劇場第六篇《全是字謎》，而開始和共演者美日混血演員舞子（日语：マイコ (女優)）交往[6][7]。舞子曾演出NHK晨間劇《太陽公公》而獲得不少矚目。
- 2016年8月4日，宣布将与交往4年的舞子结婚[8]。同月提出结婚申请。

## 作品

### 電視劇
| 播出日期                 | 播出頻道   | 劇名                              | 飾演                       | 備註                                                                    |
| ------------------------ | ---------- | --------------------------------- | -------------------------- | ----------------------------------------------------------------------- |
| 1999年6月14日～7月5日    | TBS電視台  | 恐怖童話 愛麗絲夢遊仙境                         | 殺人魔                     | 妻夫木聰首次挑戰殺人魔                                                  |
| 2000年7月～3月           | 讀賣電視台 | 愛的界限                          | 鹽屋篤志                   |                                                                         |
| 2001年1月11日～3月22日   | 富士電視台 | 叫她第一名                        | 町田和哉                   | （客串）第5集、第10集、第11集                                           |
| 2001年4月13日～6月29日   | TBS電視台  | 離天國最近的男人2                 | 隱岐之島正                 | 男主角之弟                                                              |
| 2001年7月2日～9月10日    | 富士電視台 | 奉子成婚                          | 新庄巧                     |                                                                         |
| 2001年9月24日            | 富士電視台 | 柏拉圖式性愛 17歳的青春編         | 辻本峻                     |                                                                         |
| 2001年12月28日           | 富士電視台 | 忠臣藏                            | 高田郡兵衛                 |                                                                         |
| 2002年1月9日～3月20日    | 富士電視台 | 漂流教室                          | 藤澤隆太                   | 改編自同名漫畫                                                          |
| 2002年7月1日～9月16日    | 富士電視台 | 午餐女王                          | 鍋島純三郎                 | 「第34回日劇學院賞 2002-11-08 」最佳男配角，平均收視率18.91%            |
| 2003年3月28日            | TBS電視台  | 池袋西口公園                      | 齊藤富二夫                 | SP，收視率為14.9%                                                       |
| 2003年4月11日～6月20日   | TBS電視台  | 帥哥醫生                          | 齊藤英二郎                 | 改編自漫畫，「第37回日劇學院賞 2003-08-08 」最佳男主角，平均收視率14.2% |
| 2004年4月11日～6月20日   | TBS電視台  | Orange Days                       | 結城櫂                     | 「第41回日劇學院賞 2004-07-30 」最佳男主角，平均收視率為17.2%           |
| 2005年4月12日            | 富士電視台 | 世界奇妙物語2005春之特別篇-美女罐 | 内尾雄太                   | 單元劇美女罐                                                            |
| 2005年7月4日～9月12日    | 富士電視台 | 愛情慢舞                          | 芹澤理一                   | 首次富士主演                                                            |
| 2007年9月8日             | 朝日電視台 | 天國與地獄                        | 竹内銀次郎（飾綁匪）       | 黑澤明導演作品改編日劇SP，收視率高達20.3%                               |
| 2009年1月4日～11月22日   | NHK        | 天地人                            | 樋口與六→樋口兼續→直江兼續 | 首次主演大河劇，平均收視率為21.2%                                       |
| 2011年10月7日～10月28日  | LISMO      | 搬運你的未來 你的角色是哪個?      | 砧涼介                     |                                                                         |
| 2012年8月16日            | 富士電視台 | 東野圭吾 懸疑故事                 | 北澤孝典                   | （客串）單元劇全是字謎                                                  |
| 2014年7月9日～9月24日    | 富士電視台 | 年輕人們2014                      | 佐藤旭                     | 長男                                                                    |
| 2016年8月2日             | NHK        | 綁架之旅                          | 爸爸                       | 妻夫木聰首次飾演爸爸                                                    |
| 2018年3月18日～4月22日   | WOWOW      | 清白的日子                        | 佐佐木慎一                 | 首次WOWOW主演                                                           |
| 2018年9月22日            | 朝日電視台 | 亂反射                            | 加山聰                     | 與井上真央雙主演                                                        |
| 2020年10月11日～12月13日 | TBS電視台  | 危險的維納斯                      | 手島伯朗                   | 主演                                                                    |
| 2023年1月8日～3月12日    | TBS電視台  | Get Ready!                        | 波佐間永介                 | 主演                                                                    |
| 2024年5月6日             | 東京電視台 | 以一切活著的人的名義              | 佐倉陸                     | 主演（與渡辺謙雙主演）                                                  |
| 2025年                   | NHK        | 紅豆麵包                          | 八木信之介                 | 晨間劇首次出演                                                          |
| 2025年10月～12月         | TBS電視台  | THE ROYAL FAMILY                  | 栗須榮治                   | 主演                                                                    |

### 電影
| 年份 | 片名                                          | 角色             | 備註                                       |
| ---- | --------------------------------------------- | ---------------- | ------------------------------------------ |
| 1998 | 迷之轉校生                                    | 岩田廣一         |                                            |
| 1999 | GTO                                           | 河原崎一郎太     |                                            |
| 2001 | 富江 re-birth                                 | 青山巧           |                                            |
| 2001 | 五個撲水的少年                                | 鈴木智           | 主演                                       |
| 2002 | SABU                                          | SABU             | 主演                                       |
| 2002 | Jam Films 「JUSTICE」                         | 東條             | 主演                                       |
| 2003 | 莎喲娜拉！小黑                                | 木村亮介         | 主演                                       |
| 2003 | 天咒                                          | 青木照           | 主演                                       |
| 2003 | 喬瑟與虎與魚群                                | 恆夫             | 主演                                       |
| 2004 | 日出前向青春告別                              | 中澤             | 主演                                       |
| 2004 | 69 sixty nine                                 | 矢崎劍介         | 主演                                       |
| 2004 | 大約三十個謊言                                | 佐佐木健二       |                                            |
| 2005 | 魔女潛艦                                      | 折笠征人         | 主演                                       |
| 2005 | 鐵人28號                                      | 風鈴賣家         | [ a ]                                      |
| 2005 | 午夜駭嗑浪人                                  | 幻影彌次郎兵衛   | [ b ]                                      |
| 2005 | 春之雪                                        | 松枝清顯         | 主演                                       |
| 2006 | 柔軟的生活                                    | 懦弱的流氓       |                                            |
| 2006 | 狂野極速：飄移東京                            | 超級帥哥         | [ c ]                                      |
| 2006 | 愛與淚相隨                                    | 新垣洋太郎       | 主演                                       |
| 2007 | 多羅羅                                        | 百鬼丸           | 主演                                       |
| 2007 | 東京大歌廳                                    | 鈴木高志         | 矢口史靖導演的第9話「好想見你」主演        |
| 2007 | 憑神                                          | 別所彥四郎       | 主演                                       |
| 2007 | 歡迎來到隔離病房                              | コモノ           | [ d ]                                      |
| 2008 | 魔幻時刻                                      | 備後登           | 主演                                       |
| 2008 | 黑暗中的孩子們                                | 與田博明         |                                            |
| 2008 | TOKYO!                                        | タケシ           | 米歇·龚德里導演的第1部「室內設計」（インテリア・デザイン）出演 |
| 2008 | 幸福的魔法繪本                                | 室町             |                                            |
| 2008 | 和豬豬一起上課的日子                          | 星老師           | 主演                                       |
| 2009 | 感染列島                                      | 松岡剛           | 主演                                       |
| 2009 | 霧港暗戰                                      | 亨               | 主演                                       |
| 2009 | 櫻之桃與蒲公英                                | 岡田             |                                            |
| 2010 | 終有一天                                      | 警官A            |                                            |
| 2010 | 惡人                                          | 清水祐一         | 主演                                       |
| 2011 | 革命青春                                      | 澤田雅巳         | 主演                                       |
| 2011 | 搬運你的未來                                  | 砧涼介           | 主演                                       |
| 2012 | 擁抱黃金飛翔                                  | 幸田弘之         | 主演                                       |
| 2012 | 愛與誠                                        | 太賀誠           | 主演                                       |
| 2013 | 東京家族                                      | 平山昌次         |                                            |
| 2013 | 清須會議                                      | 織田信雄         |                                            |
| 2014 | 菜鳥評審員                                    | 太田喜一郎       | 主演                                       |
| 2014 | 我們家                                        | 若菜浩介         | 主演                                       |
| 2014 | 渴望。                                        | 淺井             | [ 10 ]                                     |
| 2014 | 東京小屋的回憶                                | 荒井健史         |                                            |
| 2014 | STAND BY ME 哆啦A夢                           | 成年大雄         | 配音                                       |
| 2014 | 球場上的朝陽                                  | 笠原雷吉         | 主演                                       |
| 2014 | 窈窕舞妓                                      | 赤木裕一郎       |                                            |
| 2015 | 刺客聶隱娘                                    | 磨鏡少年         | 中文電影                                   |
| 2016 | 家族真命苦                                    | 平田庄太         |                                            |
| 2016 | 殿下萬萬稅                                    | 淺野屋甚內       |                                            |
| 2016 | 怒                                            | 藤田優馬         |                                            |
| 2016 | 惡魔蛙男                                      | 蛙男（霧島早苗） |                                            |
| 2017 | 愚行錄                                        | 田中武志         | 主演                                       |
| 2017 | 想成為奧田民生的BOY與讓遇見的男人都瘋狂的GIRL | 可樂餅           | 主演                                       |
| 2017 | 家族真命苦2                                   | 平田庄太         |                                            |
| 2018 | 家族真命苦3：願妻如薔薇                       | 平田庄太         |                                            |
| 2018 | 唐人街探案2                                   | 野田昊           | 中國電影                                   |
| 2018 | 愛哭鬼的棋蹟                                  | 冬野渡           |                                            |
| 2018 | 來了                                          | 田原秀樹         |                                            |
| 2019 | 亡命之途                                      | 牧野             | 主演，台日電影                             |
| 2019 | 浪人47愁錢中                                  | 菅谷半之丞       |                                            |
| 2020 | 靠北少女                                      | 支配人           |                                            |
| 2020 | 慾火烈愛                                      | 鞍田秋彥         |                                            |
| 2020 | 從來沒有開槍                                  | 今西友也         |                                            |
| 2020 | STAND BY ME 哆啦A夢 2                         | 成年大雄         | 配音                                       |
| 2020 | 淺田家!                                       | 淺田幸宏         |                                            |
| 2021 | 唐人街探案3                                   | 野田昊           | 中國電影                                   |
| 2022 | 那個男人                                      | 城戶章良         | 主演                                       |
| 2024 | 本心                                          | 野崎將人         |                                            |
| 2025 | 寶島                                          | グスク           | 主演                                       |

### 舞台劇
- 野田秀樹的（2007年12月7日～2008年1月30日）
- 「南へ」 （2011年2月10日 - 3月31日）
- EGG 「エッグ」 （2012年9月5日 - 10月28日） - 飾 阿倍比羅夫

### 其他
- 1999年錄影帶「Street Jam」（2002年3月20日DVD發行）
- 電台節目「藤原龍也與妻夫木聰的挑戰夜」（1999年5月-2000年3月、日本放送）
- 寫真集（2000年10月、學習研究社）
- 西洋暑假劇場電影《Titanic》日本特別編輯版（2001年8月31日-9月1日、富士電視台），日語配音[g]
- くるり單曲〈高速公路（日语：ハイウェイ (くるり)）〉PV（電影《Jose与虎鱼们》主題曲）
- 豐田汽車TOYATOWN系列微電影（2011年-2016年）-飾 30歳的大雄（與尚雷諾、水川麻美、山下智久、前田敦子、小川直也主演）
- 樂透7（日语：ロト7）廣告（2013年-2018年3月）（與柳葉敏郎、新井浩文、名高達男（日语：名高達男）、石橋凌、戶田惠梨香、本田博太郎（日语：本田博太郎）、小泉孝太郎主演）
- 廣播劇《如果這世界貓消失了》（2013年7月20日、NHK-FM）- 我／惡魔（分飾兩角）
- 交通部觀光署日本市場台灣觀光代言人（2024年-）[11]

## 獎項
電視劇
- 2002年 第34回日劇學院賞 最佳男配角（午餐女王）
- 2003年 第37回日劇學院賞 最佳男主角（帥哥醫生）
- 2004年 第12回橋田賞 新人賞（帥哥醫生）
- 2004年 第41回日劇學院賞 最佳男主角（Orange Days）

電影 
- 2002年 第25回日本電影金像獎 優秀主演男優賞 （五個撲水的少年）
- 2002年 第25回日本電影金像獎 新人俳優獎
- 2002年 第39回 金箭賞 電影最佳新人賞（五個撲水的少年）
- 2002年 第26回 エランドール賞（日语：エランドール賞）新人賞（五個撲水的少年）[12]
- 2003年 橫濱電影節25週年紀念最佳男主角（莎喲娜拉！小黑、天咒）[13]
- 2004年 第46回藍絲帶獎 最佳男主角提名（莎喲娜拉！小黑、天咒、Jose与虎鱼们）
- 2004年 第77回電影旬報獎 最佳男主角（莎喲娜拉！小黑、天咒、Jose與虎魚們）
- 2004年 第18回高崎電影節 最佳男主角（Jose與虎魚們）
- 2004年 第2回俄羅斯海參崴電影節 最佳男主角（Jose與虎魚們）
- 2004年 第29回報知電影獎 最佳男主角（Jose與虎魚們、日出前向青春告別、69 sixty nine）
- 2005年 第47回藍絲帶獎 最佳男主角提名（日出前向青春告別、69 sixty nine）
- 2006年 第29回日本電影金像獎 優秀主演男優賞（春之雪）
- 2007年 第30回日本電影金像獎 優秀主演男優賞（淚光閃閃）
- 2008年 第21屆東京國際影展 評審團獎（和豬豬一起上課的日子）
- 2010年 第23回日刊体育电影大赏 石原裕次郎賞最佳男主角（惡人）
- 2011年 第53回藍絲帶獎 最佳男主角（惡人）
- 2011年 第34回日本電影金像獎 最佳男主角（惡人）
- 2014年 第37回日本電影金像獎 優秀助演男優賞（東京家族）
- 2010年 第29回日刊体育电影大赏 最佳男配角（怒）
- 2016年 第40回日本電影金像獎 最佳男配角（怒）
- 2016年 第29屆東京國際影展 貢獻獎
- 2020年 第33回日刊体育电影大赏 最佳男配角（淺田家）
- 2022年 第46回日本電影金像獎 最佳男主角（那個男人）

## 外部連結
- HORIPRO 官方網站（页面存档备份，存于）
- HORIPRO 妻夫木聰的資料（页面存档备份，存于）
- 妻夫木聰的Instagram帳戶
- 妻夫木聰的新浪微博